# 関川村 (岡山県)
関川村（せきがわそん）は、岡山県真庭郡にあった村。現在の真庭市佐引、関、別所に当たる。

## 歴史
- 1889年（明治22年）6月1日 - 町村制施行に伴い、真島郡関村、佐引村、別所村が合併して関川村となる。大字関に役場を置く。
- 1900年（明治33年）4月1日 - 真島郡が大庭郡と合併し、真庭郡となる。関川村は真庭郡所属に変更。
- 1904年（明治37年）6月1日 - 関川村が真庭郡美原村と合併して、美川村となる。同日関川村は廃止。

## 大字
現在は真庭市の大字として継承されている。
- 佐引（さびき） 〒719-3154
- 関（せき） 〒719-3156
- 別所（べっしょ） 〒719-3157